# Алміра (Арканзас)
Алміра (англ. Almyra) — місто (англ. town) в США, в окрузі Арканзас штату Арканзас. Населення — 256 осіб (2020).

## Географія
Алміра розташована на висоті 62 метра над рівнем моря за координатами 34°24′20″ пн. ш. 91°24′39″ зх. д. / 34.40556° пн. ш. 91.41083° зх. д. (34.405680, -91.410729).  За даними Бюро перепису населення США в 2010 році місто мало площу 1,02 км², уся площа — суходіл.

## Демографія
Згідно з переписом 2010 року, у місті мешкали 283 особи в 119 домогосподарствах у складі 81 родини. Густота населення становила 277 осіб/км².  Було 132 помешкання (129/км²). 
Расовий склад населення:
| - 97,9 % — білих - 2,1 % — чорних або афроамериканців |

До двох чи більше рас належало 0,0 %. Іспаномовні складали 0,0 % від усіх жителів.
За віковим діапазоном населення розподілялося таким чином: 20,8 % — особи молодші 18 років, 67,5 % — особи у віці 18—64 років, 11,7 % — особи у віці 65 років та старші. Медіана віку мешканця становила 37,6 року. На 100 осіб жіночої статі у місті припадало 97,9 чоловіків;  на 100 жінок у віці від 18 років та старших — 98,2 чоловіків також старших 18 років.
Середній дохід на одне домашнє господарство  становив 51 013 долари США (медіана — 41 042), а середній дохід на одну сім'ю — 61 012 долари (медіана — 56 250). Медіана доходів становила 36 250 доларів для чоловіків та 28 036 доларів для жінок. За межею бідності перебувало 21,7 % осіб, у тому числі 28,4 % дітей у віці до 18 років та 28,9 % осіб у віці 65 років та старших.
Цивільне працевлаштоване населення становило 166 осіб. Основні галузі зайнятості: виробництво — 34,3 %, роздрібна торгівля — 12,0 %, будівництво — 11,4 %.
За даними перепису населення 2000 року в Алмірі проживало 319 осіб, 93 родини, налічувалося 124 домашніх господарств і 138 житлових будинків. Середня густота населення становила близько 319 осіб на один квадратний кілометр. Расовий склад Алміри за даними перепису розподілився таким чином: 98,12% білих, 1,88% — чорних або афроамериканців.
Зі 124 домашніх господарств в 33,9% — виховували дітей віком до 18 років, 66,9% представляли собою подружні пари, які спільно проживають, в 5,6% сімей жінки проживали без чоловіків, 25,0% не мали сімей. 21,0% від загального числа сімей на момент перепису жили самостійно, при цьому 8,9% склали самотні літні люди у віці 65 років та старше. Середній розмір домашнього господарства склав 2,57 особи, а середній розмір родини — 2,95 особи.
Населення міста за віковим діапазоном за даними перепису 2000 року розподілилося таким чином: 22,6% — жителі молодше 18 років, 10,7% — між 18 і 24 роками, 31,0% — від 25 до 44 років, 23,8% — від 45 до 64 років і 11,9% — у віці 65 років та старше. Середній вік мешканця склав 36 років. На кожні 100 жінок припадало 109,9 чоловіків, при цьому на кожні сто жінок 18 річних та старших припадало 105,8 чоловіків також старше 18 років.
Середній дохід на одне домашнє господарство в місті склав 33 125 доларів США, а середній дохід на одну сім'ю — 39 688 доларів. При цьому чоловіки мали середній дохід в 28 571 долар США на рік проти 20 938 доларів середньорічного доходу у жінок. Дохід на душу населення в місті склав 19 729 доларів на рік. 10,8% від усього числа сімей в окрузі і 10,6% від усієї чисельності населення перебувало на момент перепису населення за межею бідності, при цьому 11,1% з них були молодші 18 років і 7,8% — у віці 65 років та старше.